# 巴达尔奇·额尔德内巴特
巴达尔奇·额尔德内巴特（1959年—）蒙古族，蒙古库苏古尔省人，蒙古国政治人物、企业家。

## 生平
额尔德内巴特生于库苏古尔省。1984年，自新西伯利亚大地测量和制图高等学校（Novosibirsk Higher School of Geodesy and Cartography）毕业。1996年毕业于蒙古国立大学。2000年毕业于俄罗斯科学院经济及政治研究所。1984年至1989年，参加地球物理学考察队。由于他又名“额日勒·额尔德内巴特”（Ereliin Erdenebat），故他创建的商业集团名为“额日勒集团”（Erel Group，包括额日勒银行、投资公司、金矿、建材厂），1989年至2000年，他担任该集团董事长，其后由其妻子色尔格楞（Sergelen）接任该集团董事长。
1998年12月，额尔德内巴特创建了蒙古民主新社会主义党（Mongolian Democratic New Socialist Party，简称MDNSP）并任主席。1999年6月，额尔德内巴特当选为祖国联盟（Motherland Coalition）主席。2000年7月，在国家大呼拉尔选举中，他作为已更名为“祖国－蒙古民主新社会主义党”（Motherland-MDNSP）的候选人，在乌兰巴托第61（Khan-Uul）选区成功获得该选区唯一的席位，当选国家大呼拉尔委员。在2004年国家大呼拉尔选举中，他作为祖国－民主联盟（Motherland-Democracy coalition）候选人，在库苏古尔省第48选区当选国家大呼拉尔委员。2004年9月至2005年2月，担任蒙古国国防部部长。
2004年12月26日，“祖国－民主联盟”举行领导委员会会议，民主党的20多人和蒙古民主新社会主义党的近200人与会，70％的与会代表投票赞成解散该联盟。12月30日，“祖国－民主联盟”中的蒙古民主新社会主义党主席额尔德内巴特在国家大呼拉尔全体会议上通报了12月26日会议情况，但该联盟中的民主党和公民意志共和党的大部分国家大呼拉尔委员对解散联盟表示反对，最后该联盟议员团于当天按照法律规定解散。
2005年，额尔德内巴特担任祖国党主席。同年，参加蒙古国总统竞选但失败。从2006年1月至2007年12月，在米耶贡布·恩赫包勒德内阁中，额尔德内巴特担任燃料和动力部部长。在2008年6月举行的国家大呼拉尔选举中，额尔德内巴特在库苏古尔省第17选区参选失利。2009年6月，据传额尔德内巴特已解散祖国党。